# Suni (Sardinie)
Suni (sardinsky: Sùne) je italská obec (comune) v provincii Oristano v regionu Sardinie. Nachází se ve výšce 340 metrů nad mořem a má 977 obyvatel. Rozloha obce je 47,46 km².